# Penthophlebia posticaria
Penthophlebia posticaria är en fjärilsart som beskrevs av W. Warren 1905. Penthophlebia posticaria ingår i släktet Penthophlebia och familjen mätare. Inga underarter finns listade i Catalogue of Life.